# Matilde Alonso Salvador
Matilde Alonso Salvador (Valencia, 13 de noviembre de 1958). Arquitecta y pintora española.

## Trayectoria profesional y docente
En 1989 obtuvo el título de Arquitectura, otorgado por la Escuela Técnica Superior de Arquitectura de Valencia.
De 1990 a 1997 formó parte de la Secretaría de Redacción de la Revista “Historia Urbana”.
Jefa de Sección en la Dirección General de Arquitectura y Vivienda de la Generalitat Valenciana Archivado el 15 de marzo de 2017 en Wayback Machine., desde 1991 a 1997. Continúa, hasta el año 2000 con otros trabajos vinculados a la Generalitat en la Oficina RIVA y el IVVSA.
Desde 1997 es profesora titular de la Universidad Politécnica de Valencia, donde imparte asignaturas de Urbanística, Proyecto del Paisaje y Forma de la Ciudad.
Coautora de diversos proyectos y concursos de planeamiento, urbanización y edificación, algunos dirigidos a la cooperación internacional y muchos de ellos publicados en revistas especializadas. Participa en conferencias y mesas redondas en diversos másteres, talleres, cursos y seminarios de la Universidad Politécnica de Valencia, Universitat de Valencia, Universidad Jaume I, Colegio de Arquitectos, Máster Universitario de Jardinería y Paisaje, Universidad Particular de Chiclayo (Perú), Colegio Mayor Rector Pesset, Ayto. de Misterbianco (Italia), ente otros.

## Investigación y publicaciones

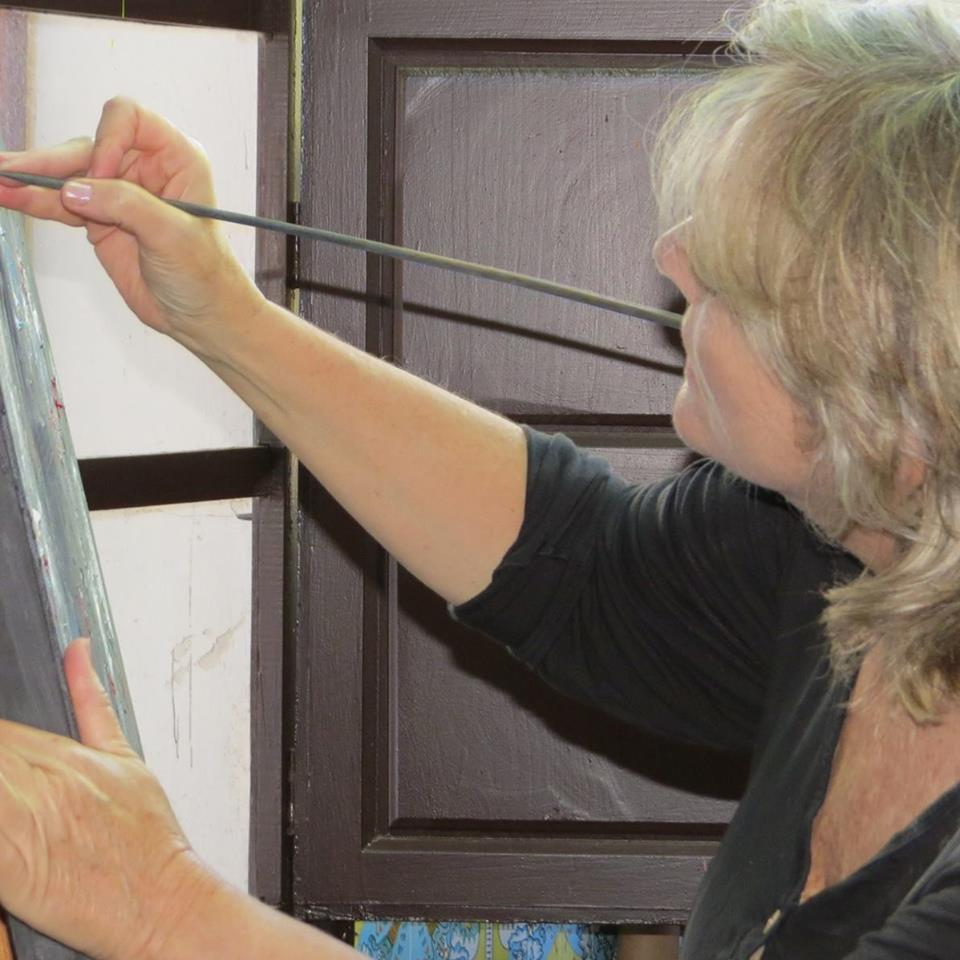
Mas, 2016

Ha realizado investigaciones en el campo del urbanismo y ha sido coautora de más de 20 libros y 12 artículos en prensa.
Ha colaborado en distintos libros, algunos de ellos son:
- "Alicante, V siglos de arquitectura". Matilde Alonso, Carmen Blasco y Juan Luis Piñón, 1990.[8]
- "Planificación en centros históricos: La calle de la Paz de Valencia". Carmen Blasco Sánchez y Matilde Alonso Salvador. Segovia, 1991.[9]
- "La Valencia marítima del 2000". AAVV, 1997.[10]
- "La Recompensación de la ciudad informal". AAVV. Ed. Congreso Internacional Ciudad Informal, 2001 ISBN 84-9705-003-7
- "Veintisiete mujeres y un gato". Matilde Alonso Salvador. Editorial UPV, 2003 ISBN 84-9705-502-0
- "Creadores solidàries amb RUDRAKSHA". AAVV Ed. Universitat València, 2006 ISBN 84-370-6531-3
- "Experiencias urbanísticas del proyecto moderno. Matilde Alonso, Carmen Blasco y Francisco Juan Martínez. Universidad Politécnica de Valencia, 2007.[11]
- "Juan Pecourt García. Arquitecto", AAVV Ed. Ícaro. COACV, 2008 ISBN 978-84-8682-882-0
- "Las voces del Turia". Autor-entrevistador: Sergio Lambarri, Ed. UPV de Valencia, 2009 ISBN 978-84-8363-491-2
- "Más que colores". Matilde Alonso Salvador. Carena Editors, S.L., 2011 ISBN 978-84-92932-47-4

También publica artículos en revistas especializadas y prensa generalista, entre otros:
- "Juan Pecourt , una gran pérdida para la arquitectura y el urbanismo", en el País, necrológicas, 17 de febrero de 2006.[12]
- "Las víctimas urbanas", Tribuna: La corrupción urbanística (I), por Carmen Blasco, Matilde Alonso y Francisco Juan Martínez, 10 de mayo de 2006.[13]
- "La mala prensa del urbanismo", Tribuna: La corrupción urbanística (II), por Carmen Blasco, Matilde Alonso y Francisco Juan Martínez, 11 de mayo de 2006.[13]
- "Sombrías complicidades", Tribuna: La corrupción urbanística (III), por Carmen Blasco, Matilde Alonso y Francisco Juan Martínez, 12 de mayo de 2006.[13]
- "Mestalla y Porxinos: ¿fútbol, o Monopoly?", por Matilde Alonso, Carmen Blasco y Francisco Juan Martínez, 19 de diciembre de 2006.[13]

- "Juan Pecourt García. Arquitecto". AAVV Ed. Ícaro. COACV, 2008 ISBN 978-84-8682-882-0
- "La Manomunitat de les Valls. Fragilidad, paisaje y desarrollo". AAVV. Ed. Universidad Politécnica de Valencia, 2016 ISBN 978-84-9048-534-7

Expresó su oposición a los desmanes urbanísticos que se realizaron especialmente en la costa mediterránea española a inicios del siglo XXI.

## Participación en talleres, seminarios, mesas redondas y conferencias
- Evaluación del Programa Urban en el barrio de Velluters (Conferencia) Foro Internacional -int programa Med-int Ayuntamiento de Siracusa (Italia), 2005.
- Centros históricos y participación ciudadana (Conferencia) Ayuntamiento de Misterbianco (Italia), 2008.
- Arte en el límite: forma y composición en los perfiles de la ciudad (Conferencia) Facultat de Geografía e Història del Arte de la Universitat de Valencia, 2009.
- Vegetación y espacio público. El parque del Turia (Conferencia) Facultat de Geografía e Història del Arte de la Universitat de Valencia, 2010.

- La ciudad en el límite: estructura y forma (Conferencia) Facultat de Geografía e Història del Arte de la Universitat de Valencia, 2010.
- Ciudades más sostenibles: regeneración integrada urbana, competitividad y cohesión social. Visión particular del urbanismo desde la empresa. (Participación Workshop) InstitutInteruniversitari de DesenvolupamentLocal, Ministerio de Fomento, UniversitatJaume I de Castellón, 2011.
- Mirades sobre la Ciutat de València des de la sostenibilitat. (Participación mesa redonda) Universitat de València, 2013.

- Debate social del estado de la ciudad. Jornada de sostenibilidad, movilidad y urbanismo (Participación mesa redonda) Grupo municipal socialista de Valencia, 2013.

- XXIII Semana ciudadana 2013. Movimiento vecinal, ejercicio de ciudadanía. Reutilización de los espacios públicos (Participación mesa redonda) Federación de Asociaciones Vecinales de Valencia, 2013.

- Naturaleza y ciudad: los bordes urbanos (Conferencia) Facultat de Geografía e Història del Arte de la Universitat de Valencia, 2013.
- Workshop "Ciutat Informal. Reflexions urbanes sobre Makeni (Sierra Leona)" (Dirección Workshop). Vicerectorat d'Alumnat i Extensió Universitària, Vicerectorat de Responsabilitat Social i Cooperació. UPV, 2015.
- La Valencia marítima del 2000. (Moderadora mesa redonda) Plataforma El litoral per al poble y ETSAV de la UPV, 2016.
- La Valencia actual y la Valencia futura. (Conferencia) Instituto de Educación Brasil-España y Universidad Católica de Valencia, 2016.
- La Valencia del siglo XXI. (Participación mesa redonda) Federación de las Asociaciones de Vecinos de Valencia, 2016.
- Seminario Ciudad Informal. Reflexiones sobre experiencias de cooperación internacional. (Dirección Seminario). Centro de Cooperación al Desarrollo UPV, 2016.

## Pintura
Desde 2003 hace pública su actividad como artista plástica con exposiciones individuales y colectivas en instituciones, ferias y galerías nacionales e internacionales.
Sus obras han sido publicadas en varios libros, catálogos y dos monografías ("Veintisiete mujeres y un gato" y "Más que colores").
Pintura de estilo personal, donde la figura femenina es protagonista, dotándola de movimiento.
Exposiciones individuales
- 2003 Veintisiete mujeres y un gato.[16] Sala de exposiciones de Rectorado de la Universidad Politécnica de Valencia.
- 2005 Matilde Alonso, Galería de arte CC22 (Madrid), junto con Jesús Andrés.[17]
- 2007 Matilde Alonso, Galería Inmoart, (Moraira, Alicante).
- 2007 Mujeres de Mayo, Galería Nave 10 (Valencia).
- 2008 La mirada de la primavera, Sala de la Muralla del Ilustre Colegio de Abogados de Valencia (Valencia).[18]
- 2008 En los umbrales del azar, Sala exposiciones del Casino Monte Picayo (Puzol, Valencia).[19]
- 2009 Ciudades y Sombras, Sala de exposiciones del Colegio Territorial de Alicante (Alicante).
- 2009 Entre la bruma y la ciudad, Sala de exposiciones Campus Universitario de Villanueva de Gallego (Zaragoza).
- 2010 En los límites de la ciudad, Colegio Oficial de Arquitectos de Baleares (Ibiza).
- 2011 Matilde Alonso. Habitar el color, Sala de exposiciones de la Escuela Técnica Superior de Arquitectura de la Universidad Politécnica de Valencia (Valencia).
- 2013 Imaginadas, Galería de Palau (Valencia).
- 2014 Los paisajes del olvido, Galería de Arte Acuda (Godella, Valencia).
- 2015 Algo más de una década, Casa de la Cultura (Rocafort, Valencia).

Exposiciones colectivas
- 2006 Y qué pintan los arquitectos, Galería de Arte Color Elefante (Valencia). Junto con otros cuatro arquitectos valencianos.
- 2006 Creadoras solidarias con Rudraksha, Sala Thesaurus de la Universidad de Valencia. Obras donadas a la asociación.
- 2009 Exposición de Otoño, Galería de Arte Artealtea (Valencia).
- 2011 Muchos pero bien avenidos, Galería del Palau (Valencia).
- 2011 Matilde Alonso, Galería Gaudí (Madrid).
- 2011 The Affordable Art Fair, Feria Internacional de Arte (Bruselas, Bélgica). Con la Galería Gaudí de Madrid.
- 2011 Matilde Alonso y Matilde Montesinos, Marziart Galerie (Hamburgo, Alemania).
- 2013 Miradas de Dona, Casa de la Dona (Silla, Valencia).
- 2013 Muchos pero bien avenidos, Galería de Palau (Valencia).
- 2013 Acuda, Galería de Arte ACUDA (Godella, Valencia).

- 2013 Arte Solidario, Taller de arte Beatriz Cosio (Madrid).
- 2014 Más de 20, menos de 30, Galería del Palau (Valencia).
- 2015 Mediterranean Breeze, Galerie Kralingen (Róterdam, Holanda). Catálogo sin ISBN.
- 2016 Pintura, escultura y fotografía, Sala de exposiciones Euskal Etxea (Madrid).